# 剑桥日本史
《剑桥日本史》（英語：The Cambridge History of Japan）是剑桥大学出版社出版的六卷本日本历史丛书，由马里乌斯·B·詹森主编。